# القرضين (حبيش)

تعديل مصدري - تعديل

القرضين محلة تابعة لقرية ذي ظاور، التابعة لعزلة جبل عميقة بمديرية حبيش إحدى مديريات محافظة إب في الجمهورية اليمنية، بلغ تعداد سكانها 199 حسب تعداد اليمن لعام 2004.